# 亞當術士
亞當術士（英語：Adam Warlock），原名「他」（Him）或「亞當」（Adam），是漫威漫畫中的虛構超級英雄角色。亞當術士首次於《驚奇4超人》#66至67和《雷神索爾》#165至166中登場，由史丹·李、傑克·科比、羅伊·湯瑪斯和吉爾·凱恩所創作。

## 人物
亞當術士由一個名叫英克雷的科學組織所創造，並被稱為“他”。英克雷創造他的目的是希望能控制人類，他後來背棄自己的創造者，與雷神索爾發生衝突後決定離開地球到太空旅行。奪走薩諾斯的無限手套後，亞當術士創立無限守望者來監管無限寶石。亞當術士亦曾被One-Above-All任命為新的生命法庭。

## 其他媒體

### 電視
- 《銀色衝浪手（英语：Silver Surfer (TV series)）》：由奧利弗·貝克爾配音[1]。
- 《Q版大英雄》：由戴夫·保（英语：Dave Boat）配音[2]。
- 《復仇者聯盟：史上最強英雄戰隊》：由柯克·桑頓（英语：Kirk Thornton）配音[3]。
- 《銀河守護隊（英语：Guardians of the Galaxy (TV series)）》：由艾瑞克·鲍扎（英语：Eric Bauza）（成人和嬰兒時期）、塔拉·史壯（幼兒和孩童時期）配音。

### 電影
- 《綠巨人星球》[4]
- 漫威電影宇宙：由威爾·普爾特飾演亞當術士。
  - 《雷神索爾2：黑暗世界》（2013年）：客串，以繭的形式出現於收藏者的博物館中[5]。
  - 《星際異攻隊》（2014年）：客串，以繭的形式出現於收藏者的博物館中 。
  - 《星際異攻隊2》（2017年）：片尾客串，由阿耶莎（英语：Kismet (Marvel Comics)）所創造[6]。
  - 《星際異攻隊3》（2023年）[7]：正式登場

### 遊戲
- 《漫威超級英雄（英语：Marvel Super Heroes (video game)）》
- 《漫威超級英雄：戰爭的寶石（英语：Marvel Super Heroes In War of the Gems）》[8]
- 《Marvel：復仇者聯盟（英语：Marvel: Avengers Alliance）》[9]
- 《Marvel：復仇者聯盟2（英语：Marvel: Avengers Alliance 2）》[10]
- 《漫威：未來之戰》：手機遊戲，亞當術士是玩家可使用角色之一[11]。
- 《漫威星際異攻隊》
- 《漫威超級戰爭》：手機遊戲，亞當術士被定位為法師型角色。
- 《漫威爭鋒》：由喬丹·雷諾茲（Jordan Reynolds）配音。

## 外部連結
- Adam Warlock （页面存档备份，存于） 漫畫書數據庫
- Adam Warlock （页面存档备份，存于） 超級英雄數據庫
- Marvel Comics Database: Adam Warlock （页面存档备份，存于）
- Marvel Comics Database: Magus （页面存档备份，存于）